# Mišar
Pour les articles homonymes, voir Mizar.
Mišar (en serbe cyrillique : Мишар) est une localité de Serbie située sur le territoire de la ville de Šabac, district de Mačva. Au recensement de 2011, elle comptait 2 188 habitants.
Mišar est officiellement classé parmi les villages de Serbie.

## Géographie

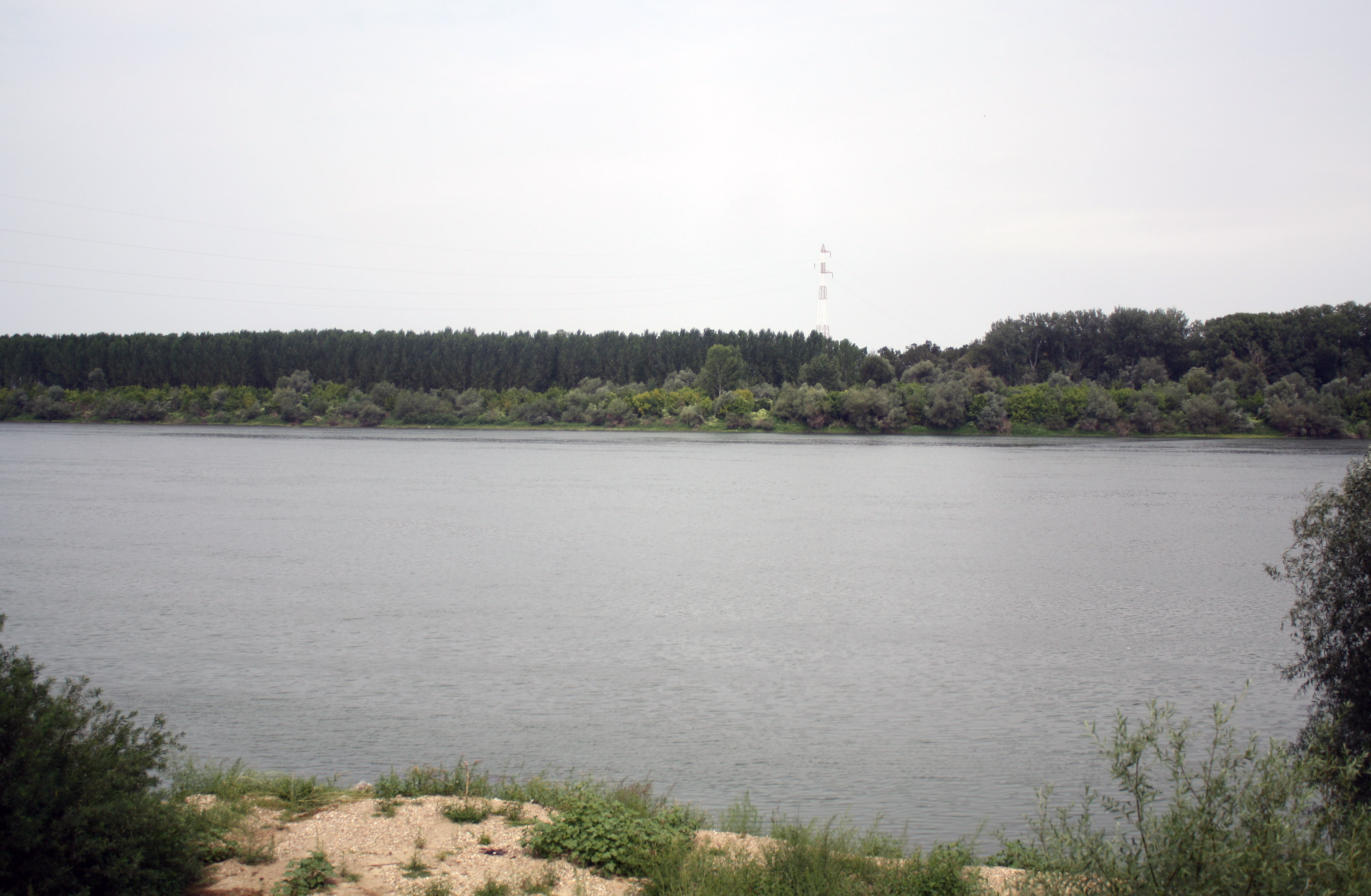
La Save à Mišar

## Histoire
À proximité du village a eu lieu la bataille de Mišar, qui, du 12 au 15 août 1806, a opposé les Ottomans 40 000 hommes à l'armée des 9000 insurgés conduits par Karađorđe (Karageorges) à l'époque du premier soulèvement serbe contre les Turcs.

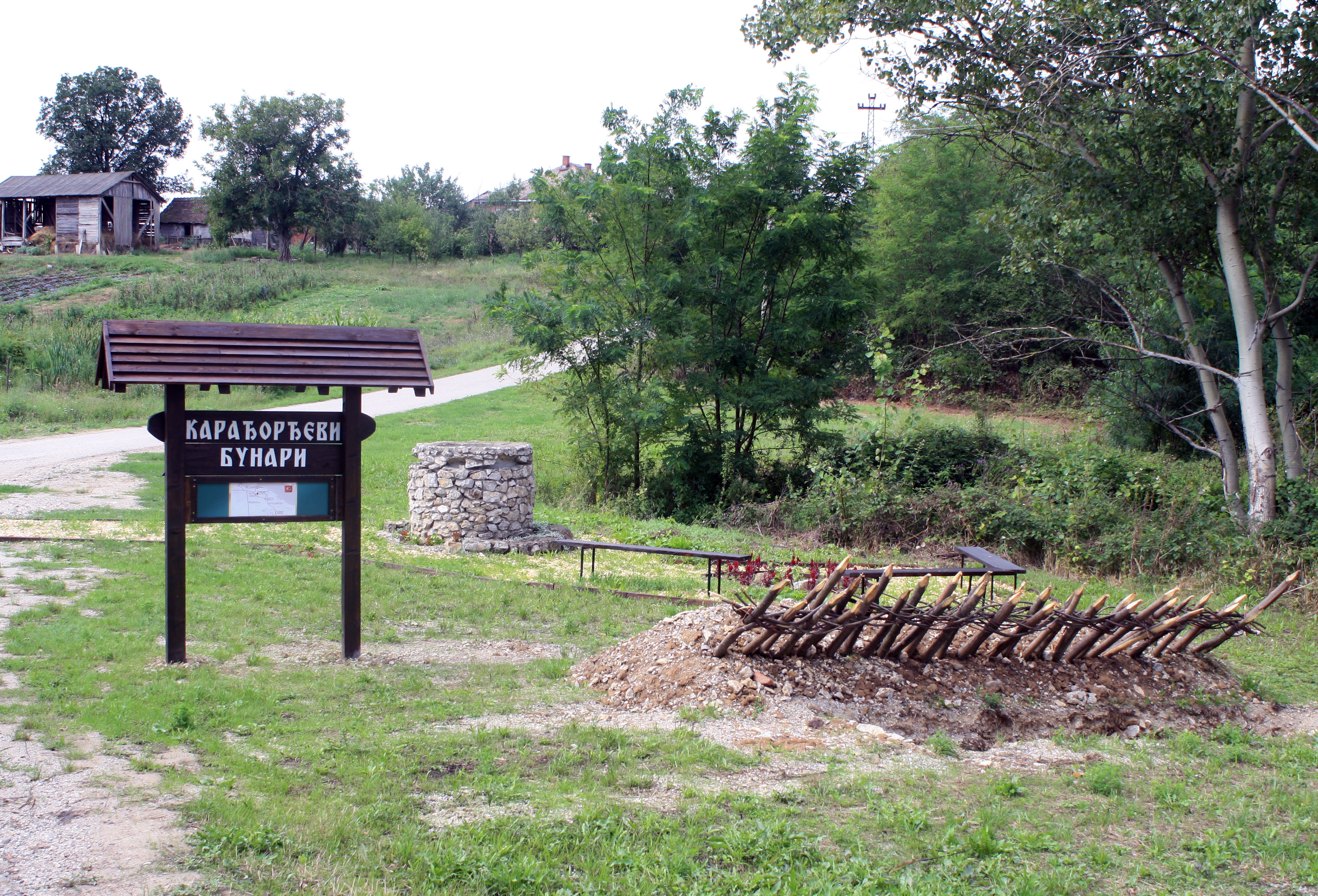
Le puits de Karađorđe

## Démographie

### Évolution historique de la population
| 1948 | 1953  | 1961  | 1971  | 1981  | 1991  | 2002  | 2011  |
| ---- | ----- | ----- | ----- | ----- | ----- | ----- | ----- |
| 915  | 1 009 | 1 105 | 1 296 | 1 590 | 1 973 | 2 217 | 2 188 |

|  |